# Отсіго (Міннесота)
Отсіго (англ. Otsego) — місто (англ. city) в США, в окрузі Райт штату Міннесота. Населення — 19 966 осіб (2020).

## Географія
Отсіго розташоване за координатами 45°15′51″ пн. ш. 93°37′15″ зх. д. / 45.26417° пн. ш. 93.62083° зх. д. (45.264286, -93.620742).  За даними Бюро перепису населення США в 2010 році місто мало площу 78,96 км², з яких 76,56 км² — суходіл та 2,41 км² — водойми.

## Демографія
Згідно з переписом 2010 року, у місті мешкала 13 571 особа в 4736 домогосподарствах у складі 3560 родин. Густота населення становила 172 особи/км².  Було 5022 помешкання (64/км²).
Расовий склад населення:
| - 93,2 % — білих - 1,8 % — чорних або афроамериканців - 1,8 % — азіатів - 0,4 % — корінних американців - 0,1 % — вихідців з тихоокеанських островів |

До двох чи більше рас належало 1,9 %. Частка іспаномовних становила 2,4 % від усіх жителів.
За віковим діапазоном населення розподілялося таким чином: 30,9 % — особи молодші 18 років, 63,4 % — особи у віці 18—64 років, 5,7 % — особи у віці 65 років та старші. Медіана віку мешканця становила 31,8 року. На 100 осіб жіночої статі у місті припадало 102,7 чоловіків;  на 100 жінок у віці від 18 років та старших — 101,8 чоловіків також старших 18 років.
Середній дохід на одне домашнє господарство  становив 85 490 доларів США (медіана — 79 117), а середній дохід на одну сім'ю — 90 652 долари (медіана — 84 198). Медіана доходів становила 56 611 долар для чоловіків та 41 254 долари для жінок. За межею бідності перебувало 3,5 % осіб, у тому числі 3,0 % дітей у віці до 18 років та 2,9 % осіб у віці 65 років та старших.
Цивільне працевлаштоване населення становило 7905 осіб. Основні галузі зайнятості: освіта, охорона здоров'я та соціальна допомога — 20,6 %, виробництво — 20,0 %, роздрібна торгівля — 12,3 %, науковці, спеціалісти, менеджери — 9,9 %.